# 하비 글랜스

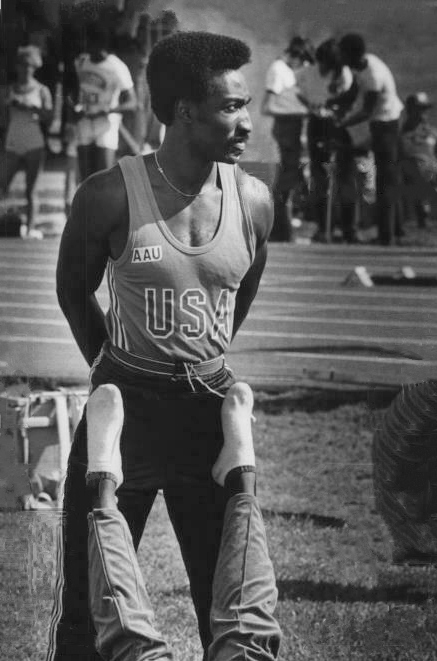

하비 에드워드 글랜스(영어: Harvey Edward Glance, 1957년 3월 28일~2023년 6월 12일)는 미국의 육상 선수였다. 1976년 몬트리올 올림픽 육상 400m 릴레이에서 금메달을 땄다.
앨라배마주 피닉스 시티에서 태어난 그는 1976년 100m 달리기에서 9.9초의 세계 타이 기록을 두 차례 달성했다. 오번 대학교의 학생으로서 그는 두번의 NCAA 선수권 대회 100m 챔피언(1976, 1977)이었다.
몬트리올 올림픽 100m 결승전에서는 4위를 했지만, 400m 릴레이에서 선두로 뛰면서 우승을 차지했다. 1979년 팬아메리칸 게임에서도 400m 계주 타이틀을 획득하였으며, 100m에서는 2위를 하였다.
또한 1985년 IAAF 월드컵, 1987년 팬아메리칸 경기와 세계 육상 선수권 대회 400m 계주에서 우승하였다.
스포츠 관련 경력이 끝나고, 1997년까지 오번 대학교 소속팀의 총감독으로 있다가 그 이후부터 앨라배마 대학교 소속팀의 총감독을 지냈다.
2023년 6월 12일, 애리조나주 메사의 한 병원에서 심정지로 사망했다.